# Balintore
Balintore är en ort i Storbritannien.   Den ligger i kommunen Highland och riksdelen Skottland, i den norra delen av landet, 700 km norr om huvudstaden London. Balintore ligger 7 meter över havet och antalet invånare är 1 045.
Terrängen runt Balintore är huvudsakligen platt, men åt sydväst är den kuperad. Havet är nära Balintore åt sydost.  Närmaste större samhälle är Tain, 10,6 km nordväst om Balintore. 